# Deileptenia aurichalcea
Deileptenia aurichalcea là một loài bướm đêm trong họ Geometridae.